# William Erigena Robinson

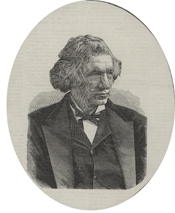
William Erigena Robinson

William Erigena Robinson (* 6. Mai 1814 in Unagh, Irland; † 23. Januar 1892 in Brooklyn, New York) war ein US-amerikanischer Jurist und Politiker. Er vertrat zwischen 1867 und 1869 sowie zwischen 1881 und 1885 den Bundesstaat New York im US-Repräsentantenhaus.

## Werdegang
William Erigena Robinson wurde Ende des napoleonischen Zeitalters in Unagh bei Cookstown geboren. Er besuchte die Schule in Cookstown und 1834 das Belfast College. Robinson wanderte in die Vereinigten Staaten ein und ließ sich im November 1836 in New York City nieder. Fünf Jahre später graduierte er am Yale College und besuchte danach zwei Jahre lang die Yale Law School. Er hielt Vorträge vor literarischen Vereinigungen. 1843 war er als Redaktionsassistent für die New York Tribune tätig und deren einziger Washington Korrespondent, der unter dem Namen „Richelieu“ schrieb. Allerdings war er in Washington auch für andere Zeitungen tätig. Seine Zulassung als Anwalt erhielt er 1854 und begann danach in New York City zu praktizieren. Präsident Lincoln ernannte ihn 1862 zum Assessor für Steueraufkommen im dritten Bezirk von New York.
Politisch gehörte er der Demokratischen Partei an. Bei den Kongresswahlen des Jahres 1866 wurde Robinson im zweiten Wahlbezirk von New York in das US-Repräsentantenhaus in Washington D.C. gewählt, wo er am 4. März 1867 die Nachfolge von Daniel O’Reilly antrat. Er schied nach dem 3. März 1869 aus dem Kongress aus. Danach war er wieder als Anwalt tätig. Im Jahr 1880 wählte man ihn im dritten Wahlbezirk von New York in das US-Repräsentantenhaus, wo er am 4. März 1881 die Nachfolge von John W. Hunter antrat. Nach einer erfolgreichen Wiederwahl im Jahr 1884 schied er nach dem 3. März 1885 aus dem Kongress aus.
Robinson verstarb am 23. Januar 1892 in Brooklyn und wurde dann auf dem Green-Wood Cemetery beigesetzt.